# Laberinto sin ley
Laberinto sin ley es una serie de televisión argentina  emitida en 1997 por Canal 13. Un juez es víctima de una maniobra que le obliga a convertirse en fugitivo hasta lograr probar su inocencia. Protagonizada por Gustavo Bermúdez, Arturo Maly, Lorenzo Quinteros, Rubén Stella, Patricia Echegoyen, Blanca Oteyza y Guillermo Rico. Fue dirigida por Juan Taratuto y sus 13 capítulos tuvieron libreto del juez y dramaturgo Gerardo Taratuto.

## Sinopsis
Un juez honesto que cree en la justicia aparece como responsable de delitos a raíz de la maniobra de un fiscal corrupto y debe huir mientras busca probar su inocencia.

## El libretista
Gerardo Raúl Taratuto ( Buenos Aires, Argentina, 30 de julio de 1944 – ibídem, 11 de febrero de 2005 fue un abogado, juez, guionista, autor y dramaturgo que recibió varios premios por su labor teatral. Ejerció con dedicación el Derecho tanto desde el rol de abogado como de funcionario público y juez y supo trasladar sus conocimientos y experiencias los ámbitos tribunalicios a su labor creativa como dramaturgo y autor de ficciones televisivas, recordándose en especial sus guiones de la serie Hombres de ley como uno de los mejores retratos de los conflictos relacionados con la vida cotidiana de los abogados. Fue el padre del director de cine y televisión Juan Taratuto.

## Comentario
Jorge Nielen escribió que esta miniserie fue una propuesta “seria” y pretenciosa que fue recibida “con cierta indiferencia por la crítica y con absoluta indiferencia por los integrantes de Aptra que no lo nominaron para ningún rubro”.

## Reparto
Participaron de esta miniserie los siguientes intérpretes:
- Gustavo Bermúdez...	 Juez Román Aliaga
- Patricia Echegoyen... Andrea Mariani
- Arturo Maly...  Pujadas
- Blanca Oteyza…Médica
- Lorenzo Quinteros …Agente penitenciario
- Jorge Sabate
- Martín Seefeld... Doctor
- Silvina Segundo
- Roly Serrano
- Rubén Stella... Preso
- Lara Zimmermann... La Turca
- Rodolfo Brindisi...Anciano
- Guillermo Rico...Vicente Aliaga
- Celia Juárez